# Zeche Unser Fritz

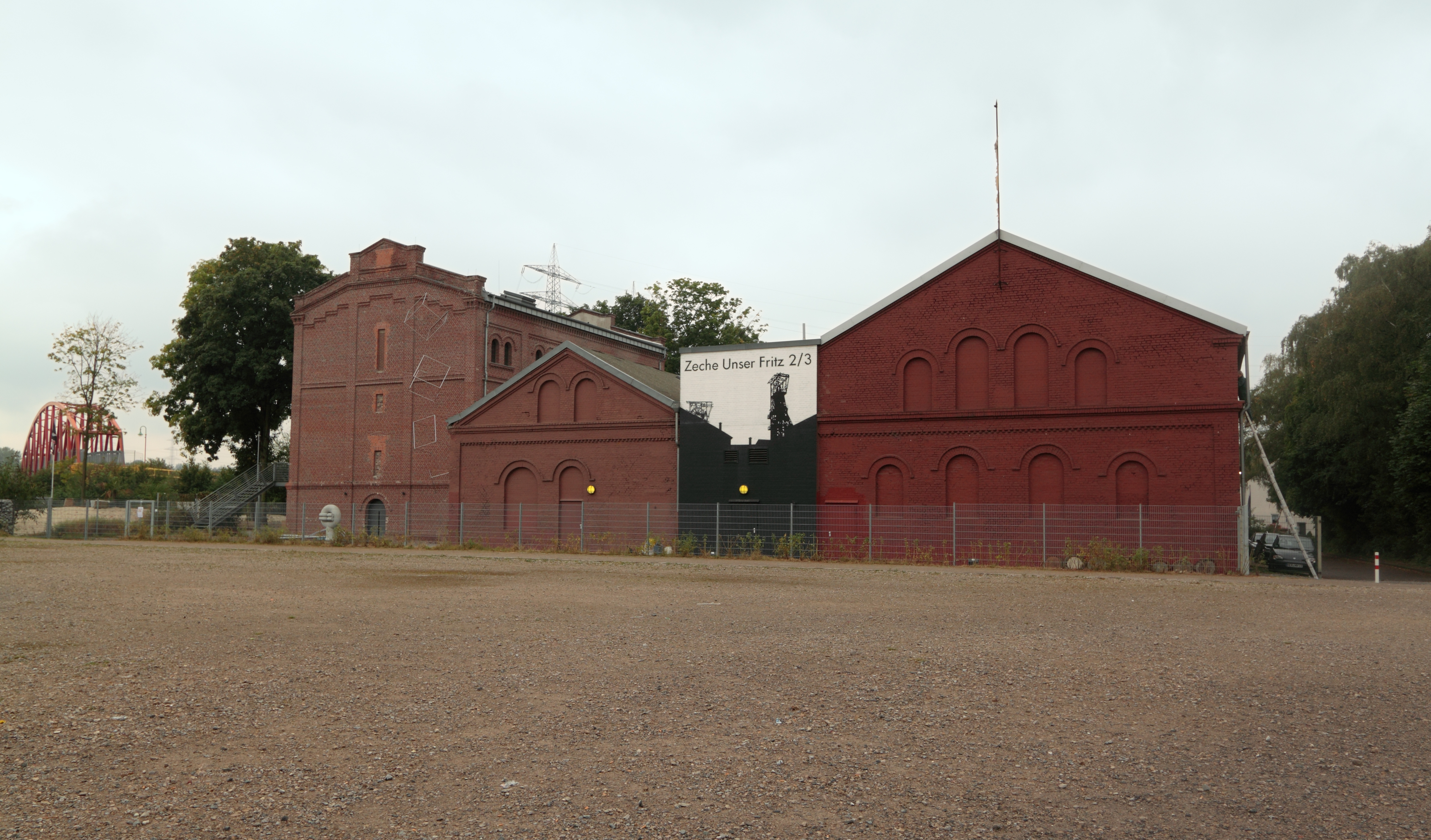
Die heute noch erhaltenen Gebäude von Unser Fritz 2/3

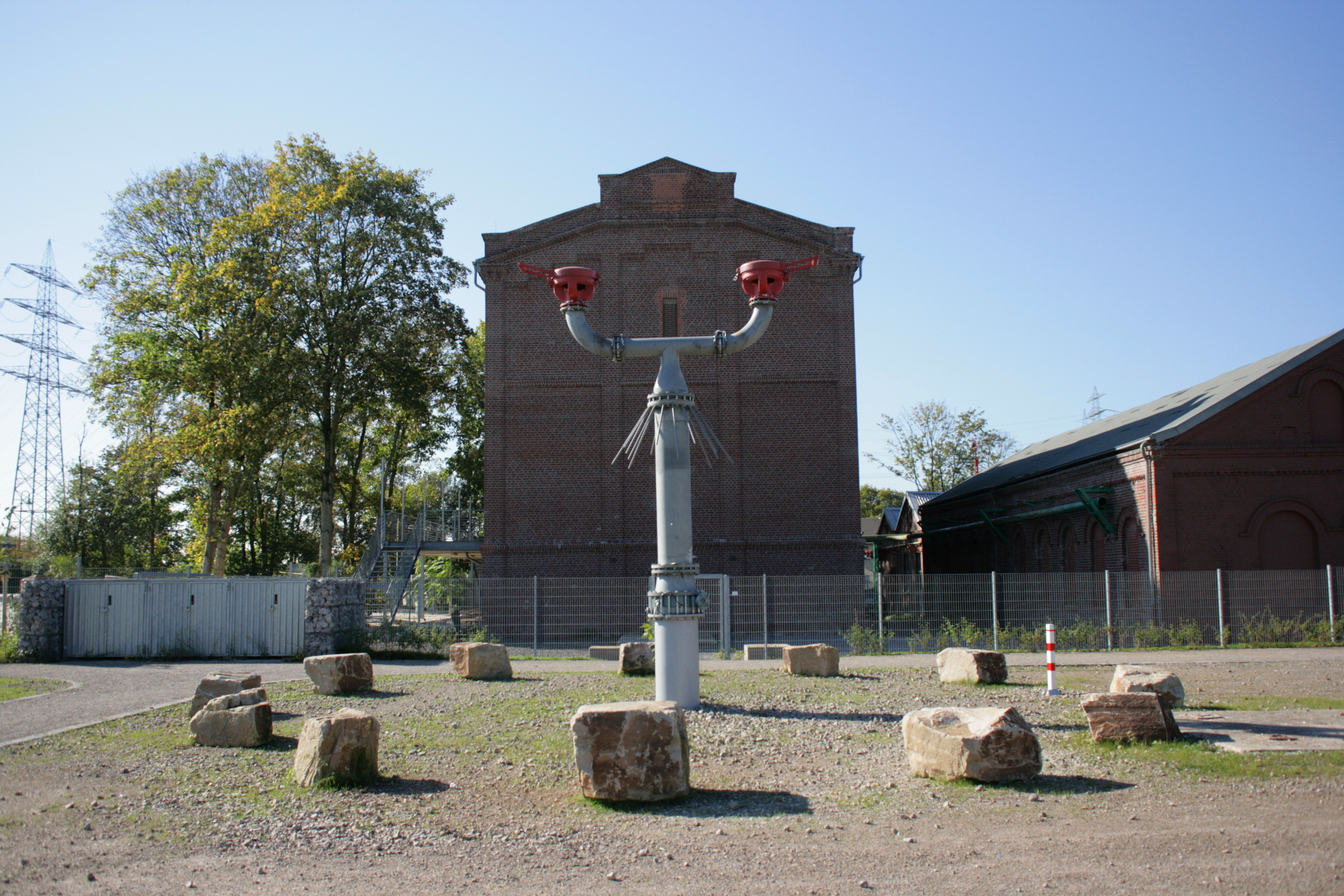
Unser Fritz 2/3, Protegohaube vor dem Maschinenhaus

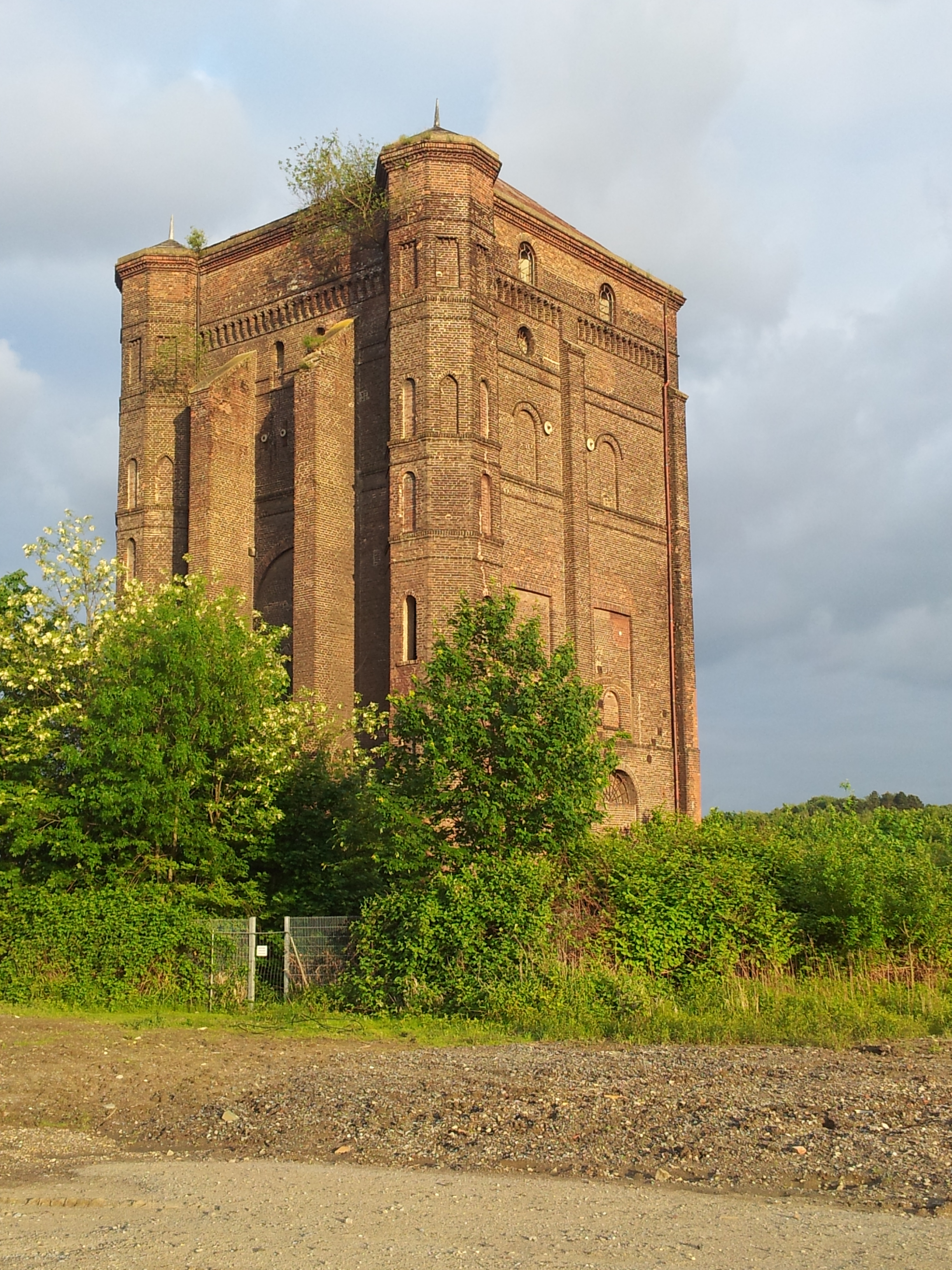
Malakowturm über Schacht 1 der ehemaligen Zeche Unser Fritz in Herne. Erbaut 1873.

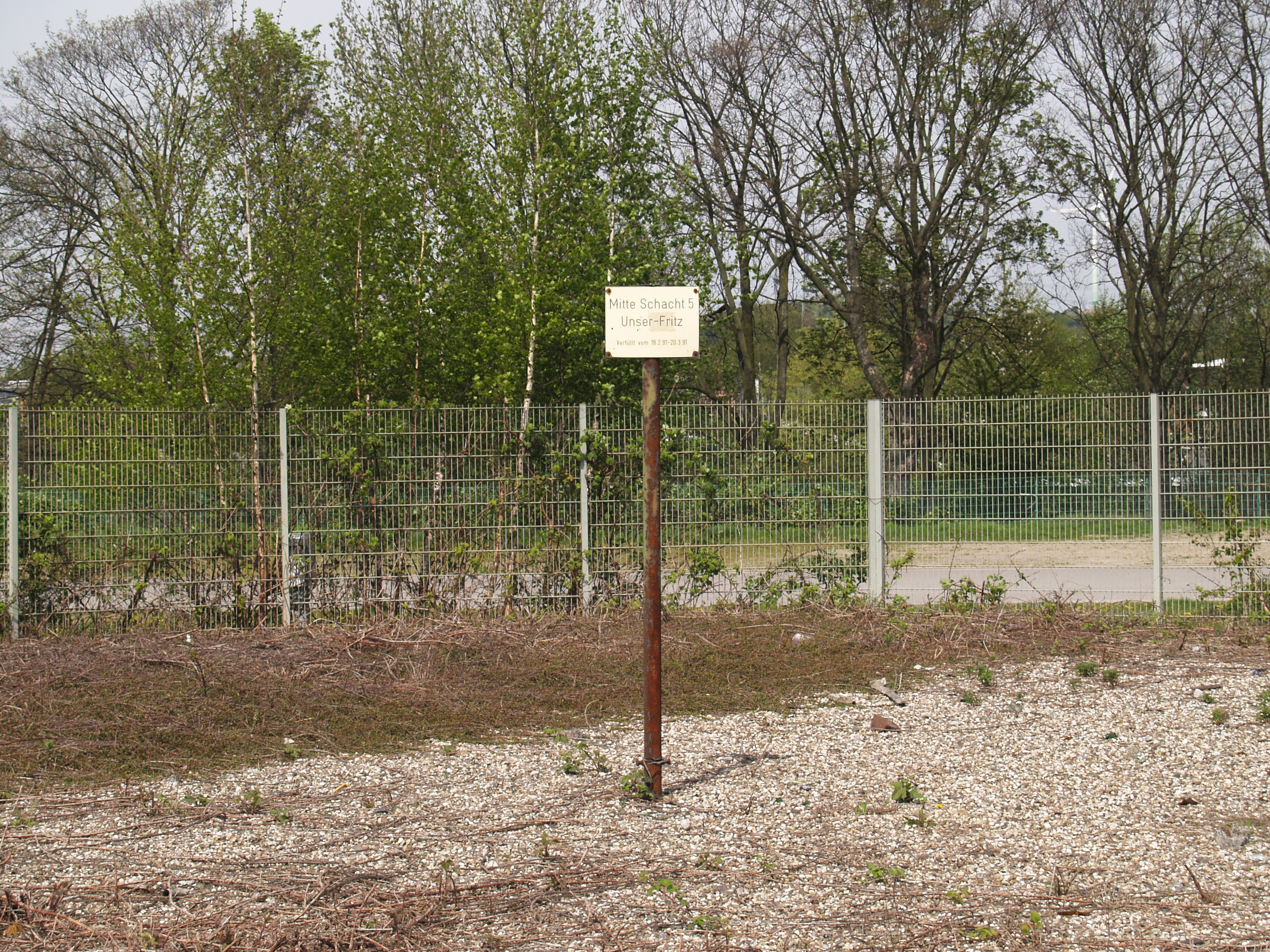
Reste von Schacht 5 auf dem Cranger Kirmesplatz

Die Zeche Unser Fritz war ein Steinkohlebergwerk in Wanne-Eickel (heute Stadtteil Unser Fritz/Crange in Herne). Das Bergwerk ging aus der Zeche Vereinigte Gregor hervor. Unser Fritz gehörte in der zweiten Hälfte des 19. Jahrhunderts zu den bedeutenden Bergwerken im Regierungsbezirk Arnsberg. Namenspatron der Zeche ist Kaiser Friedrich III. mit seinem volkstümlichen Kosenamen. Das Steinkohlenbergwerk Unser Fritz gehörte zu den Gründungsmitgliedern des Rheinisch-Westfälischen Kohlen-Syndikats.

## Geschichte

### Anfänge

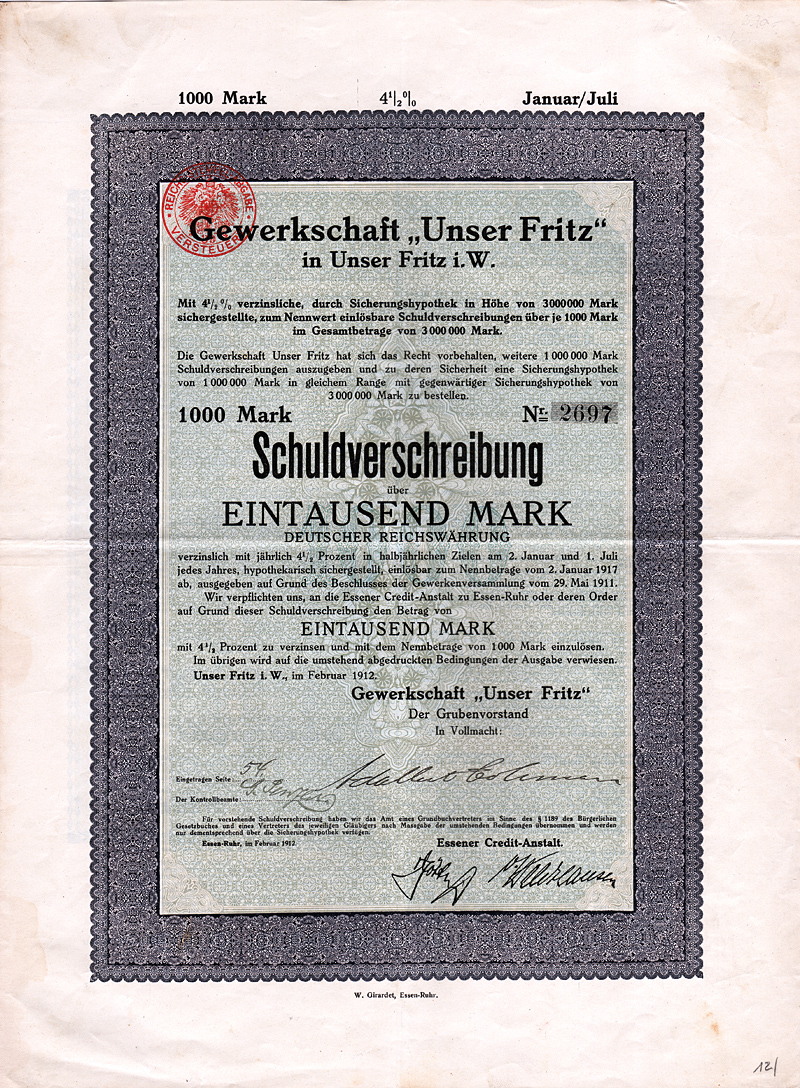
Schuldverschreibung über 1000 Mark der Gewerkschaft „Unser Fritz“ vom Februar 1912

Ab dem Jahr 1858 wurden die Geviertfelder Gregor, Gregor I, Cyprian, Liberia und Liberia I verliehen. Die Grubenfelder Gregor, Gregor I und Cyprian wurden an Bäcker- und Schreinermeister der Stadt Herne verliehen. Allerdings gingen den Gewerken im Laufe der Jahre das Geld aus. Im Jahr 1864 konsolidierten die Felder Gregor, Gregor I und Cyprian zu Vereinigte Gregor. Am 18. September des Jahres 1871 wurde die Bergrechtliche Gewerkschaft von Friedrich Grillo gegründet. An der Gründung der Gewerkschaft waren neben Grillo der Gewerke Wilhelm Hagedorn und der Bankier Ludwig von Born beteiligt. Im selben Jahr wurden die Felder Liberia, Liberia I und Vereinigte Gregor zur Zeche Vereinigte Gregor konsolidiert. Die Berechtsame umfasste eine Fläche von 4,9 km2. Noch im selben Jahr wurde mit den Teufarbeiten für den Schacht 1, genannt Schacht Sophie, begonnen. Der Schacht hatte einen lichten Querschnitt von 4,07 Metern. Bei den Teufarbeiten traf man bereits nach wenigen Metern auf eine acht Meter mächtige Fließsandschicht. Im Jahr 1872 erfolgte die Umbenennung in Unser Fritz. Der erste Grubenvorstand der Zeche Unser Fritz bestand aus den Gewerken Friedrich Grillo, Wilhelm Hagedorn, Ludwig von Born und Fritz Funke. Die Teufarbeiten wurden trotz der Schwierigkeiten durch den Fließsand und durch starke Wasserzuflüsse weiter fortgeführt. Um die Wasserzuflüsse zu stoppen, wurden im oberen Bereich Tübbinge aus Gusseisen eingebaut. Der weitere Schachtausbau erfolgte mit einem Ziegelsteinmauerwerk. Im Jahr 1873 erreichte der Schacht bei 216 Metern Teufe das Karbon. Außerdem wurde in diesem Jahr bei einer Teufe von 260 Metern (−211 m NN) die 1. Sohle und bei einer Teufe von 315 Metern (−264 m NN) die 2. Sohle angesetzt. Der Schacht wurde für die Förderung mit einem Malakowturm ausgestattet. Noch im selben Jahr wurden die ersten Kohlen gefördert. Mit der regelmäßigen Förderung wurde im darauffolgenden Jahr begonnen.

### Erste Betriebsjahre
Nachdem der regelmäßige Förderbetrieb aufgenommen worden war, wurden im Jahr 1876 die Teufarbeiten an Schacht 1 weiter fortgeführt und der Schacht wurde tiefer geteuft. Im selben Jahr wurden für die Förderung in den Richtstrecken und Querschlägen Grubenpferde eingesetzt. Am 25. Juli desselben Jahres kam es zu einer Schlagwetterexplosion. Bei diesem Grubenunglück wurden sieben Bergleute getötet. Bis zu diesem Zeitpunkt wurde der Wetterzug im Grubengebäude auf natürliche Weise erzeugt. Da dies nicht ausreichte, um die schlagenden Wetter ausreichend zu verdünnen, wurde wenige Monate später der erste Grubenlüfter für die Bewetterung in Betrieb genommen. Noch im Jahr 1876 wurde die Zeche an das Eisenbahnnetz angeschlossen. Eine Verbindung zum Bahnhof Wanne der Cöln-Mindener Eisenbahn-Gesellschaft (CME) und zum Bahnhof Bismarck der Bergisch-Märkischen Eisenbahn-Gesellschaft (BME) sicherte den Absatz der geförderten Kohle. In einer eigenen Ringofenziegelei wurden Ziegel für die entstehende Zechenkolonie Siedlung Dannekamp gebrannt. Im Jahr 1877 wurde bei einer Teufe von 374 Metern (−325 m NN) die 3. Sohle angesetzt. Am 25. Oktober desselben Jahres entschloss sich der Vorstand dazu, mit der Verwaltung der Zeche Consolidation Verhandlungen über den Absatz der Kohlen der Zeche Unser Fritz aufzunehmen. Da die Zeche Unser Fritz noch keinen zweiten Ausgang aus der Grube hatte, wurden mit der Zeche Consolidation über die Genehmigung zur Erstellung eines Durchschlag zum Grubengebäude von Consolidation verhandelt. Da die Hauptgewerken von Unser Fritz auch Hauptgewerken von Consolidation waren, wurde dieser Durchschlag genehmigt.
Noch im Jahr 1877 wurde auf der 2. Sohle Unser Fritz der Durchschlag mit dem Schacht 3 Consolidation erstellt. Im Jahr 1878 wurden die Teufarbeiten an Schacht 1 wieder aufgenommen und der Schacht wurde tiefer geteuft. Am 30. Januar desselben Jahres übernahm Consolidation die technische und kaufmännische Leitung von Unser Fritz. Im Jahr 1879 kam zu Druckauswirkungen im Schacht 1 und der betroffene Bereich musste durchgebaut werden. Im Jahr 1881 wurde auf der 3. Sohle ein Durchschlag mit Schacht Consolidation 3 erstellt. Da die Gewerken gegen den Vertrag mit Consolidation Einspruch erhoben hatten, trat die Zeche Consolidation in diesem Jahr von dem Vertrag zurück. Somit blieb die Zeche Unser Fritz selbstständig. Im September desselben Jahres wurde mit den Teufarbeiten für den Schacht 2 begonnen. Der Schacht wurde einen Kilometer nördlich von Schacht 1 in Herne-Wanne nördlich der Emscher angesetzt. Da das Bergwerk bis zu diesem Zeitpunkt nur mit Verlusten betrieben worden war, waren die Gewerken gezwungen sich das erforderliche Kapital von 1,2 Millionen Mark durch Anleihen zu beschaffen. Im darauffolgenden Jahr erreichte Schacht 2 bei einer Teufe von 228 Metern das Karbon. Noch im selben Jahr wurde bei einer Teufe von 270 Metern (−219 m NN) die 1. Sohle angesetzt. Im Jahr 1885 erreichte Schacht 2 eine Teufe von 460 Metern. Noch im selben Jahr wurde die Förderung im Schacht 2 aufgenommen. Da Schacht 2 keinen eigenen Bahnanschluss hatte, wurden die hier geförderten Kohlen mittels einer Kettenbahn zum Schacht 1 transportiert.

### Weitere Jahre
Im Jahr 1886 wurden die Teufarbeiten an Schacht 1 wieder aufgenommen und der Schacht wurde tiefer geteuft. Bei einer Teufe von 450 Metern (−401 m NN) wurde in beiden Schächten die 4. Sohle angesetzt. Im darauffolgenden Jahr wurde auf der 4. Sohle ein Durchschlag zwischen Schacht 1 und Schacht 2 erstellt. In diesem Jahr erzielte das Bergwerk zum ersten Mal eine Ausbeute. Im Jahr 1889 wurde im Baufeld von Schacht 1 über einen Blindschacht bei einer Teufe von 546 Metern (−497 m NN) die 5. Sohle angesetzt. Im selben Jahr wurde das kleine Geviertfeld Fleute verliehen. Im Jahr 1890 wurde der Schacht 1 mit einem Fördergerüst aus Eisen ausgerüstet. Außerdem wurde der Schacht mit einer neuen Fördermaschine ausgerüstet. Die Fördermaschine wurde von der Friedrich Wilhelm-Hütte in Mülheim erbaut. Am 30. Juli desselben Jahres kam es im Baufeld von Schacht 2 zu einer Schlagwetterexplosion. Bei dieser Schlagwetterexplosion, die sich im Flöz Zollverein 4 ereignete, wurden neun Bergleute getötet. Im Jahr 1891 umfasste die Berechtsame eine Fläche von zehn Quadratkilometern. Im Jahr darauf wurde im Baufeld von Schacht 2 ein Blindschacht bis zur 5. Sohle geteuft. Im Jahr 1893 wurde die 5. Sohle im Blindschacht angesetzt. Im Jahr 1894 wurde im Schacht 1 ein Aufbruch von der 5. Sohle erstellt. Im Jahr 1896 war der Schacht 1 bis zur 5. Sohle durchschlägig. Im November des Jahres 1897 wurde mit den Teufarbeiten für den Schacht 3 begonnen. Der Schacht sollte als Wetterschacht dienen und wurde neben Schacht 2 angesetzt. Gegen Ende desselben Jahres wurden die Senkarbeiten zum Durchteufen des Fließsandes begonnen. Während der Arbeiten kam es zu einem Schwimmsandeinbruch, dabei wurde ein Obersteiger getötet. Der Schacht wurde durch den Schwimmsandeinbruch stark beschädigt, sodass sich die Teufarbeiten erheblich verzögerten. Über Tage wurde an Schacht 2 ein Kompressor installiert, zusätzlich wurde mit dem Umbau der Waschkaue begonnen. Das Bergwerk gehörte zu diesem Zeitpunkt zum Bergrevier Gelsenkirchen.
Im Jahr 1898 wurden die Teufarbeiten an Schacht 2 wieder aufgenommen und der Schacht wurde bis zur 5. Sohle tiefer geteuft. Zu diesem Zeitpunkt waren im Baufeld von Schacht 1 insgesamt sechs Flöze in Verhieb, davon waren vier Flöze mit Bergemittel, die anderen zwei Flöze waren aus reiner Kohle. Die Mächtigkeit der Flöze lag zwischen 0,8 und 2,5 Metern, bei den Flözen mit Bergemittel lag die Mächtigkeit der Bergemittel zwischen 0,1 und 0,4 Meter. Auf dem Baufeld von Schacht 2 waren insgesamt 13 Flöze mit einer Mächtigkeit von 0,6 bis 2,5 Metern in Verhieb, davon waren zehn Flöze mit Bergeanteil, die anderen drei Flöze waren aus reiner Kohle. Bei den Flözen mit Bergemittel lag die Mächtigkeit der Bergemittel zwischen 0,1 und 0,6 Meter. Im Jahr darauf ging der Wetterschacht 3 bis zur 1. Sohle in Betrieb. Am 19. Dezember desselben Jahres kam es zu einem Grubenbrand, hierbei wurden drei Bergleute getötet. Im Jahr 1901 wurde Schacht 3 mit der 4. Sohle und im Jahr darauf mit der 5. Sohle durchschlägig. Im Jahr 1902 wurde ein Feldertausch mit der Nachbarzeche Consolidation getätigt. Im Jahr 1903 wurde der Schacht 3 komplett in Betrieb genommen. Der Schacht wurde als ausziehender Wetterschacht eingesetzt, Schacht 2 wurde nun zum einziehenden Schacht. Im selben Jahr wurde auf der 5. Sohle zwischen den Baufeldern 1 und 2/3 ein Durchschlag erstellt. Im Jahr 1904 erfolgte ein Feldertausch mit der Zeche Graf Bismarck. Ab dem Jahr 1906 wurde im Baufeld Schacht 1 mit dem Aufschluss der 6. Sohle begonnen. Die 6. Sohle wurde über Blindschächte bei einer Teufe von 642 Metern (−593 m NN) aufgefahren. Im Jahr 1907 wurden von den Schächten 2 und 3 die Funktionen getauscht. Schacht 2 wurde zum Wetterschacht und Schacht 3 zum Förderschacht umgebaut. Ab dem Jahr 1908 wurde das Grubenfeld weiter ausgerichtet. Über Tage wurde mit dem Bau einer Kokerei und einer neuen Kohlenwäsche begonnen. Im selben Jahr wurde mit den Teufarbeiten für den Schacht 4 begonnen. Der Schacht wurde neben Schacht 1 angesetzt. Im Jahr 1910 erreichte der Schacht die vorgesehene Teufe. Noch im selben Jahr ging Schacht 4 bis zur 6. Sohle in Förderung. Der Schacht bildete zusammen mit dem Schacht die Betriebsanlage 1/4.

### Weiterer Ausbau und Betrieb
Nachdem der Schacht 4 in Förderung gegangen war, nahm Schacht 1 die Funktion als Wetterschacht wahr. Noch im Jahr 1910 wurde auf der 6. Sohle ein Durchschlag zwischen den Betriebsteilen 1/4 und 2/3 erstellt. Im Jahr 1911 wurde die Kokerei in Betrieb genommen. 1912 wurde durch den Bau des Rhein-Herne-Kanals die Emscher um einige hundert Meter verschwenkt und fließt seither nördlich der Schachtanlage 2/3. Im Jahr 1913 wurde im Baufeld 1/4 ein Blindschacht geteuft und bei einer Teufe von 744 Metern (−695 m NN) die 7. Sohle angesetzt. Im selben Jahr wurden eine zweite Kokerei und eine Benzolfabrik auf Unser Fritz in Betrieb genommen. Außerdem erhielt Unser Fritz einen eigenen Verladehafen mit Hafenbahn am Rhein-Herne-Kanal. Mit Ausbruch des Ersten Weltkrieges wurde ein Drittel der Belegschaft von Unser Fritz zum Kriegsdienst eingezogen. Um den damit verbundenen Rückgang der Produktion wieder kompensieren zu können, wurden bereits pensionierte Bergleute wieder aktiviert, zusätzlich wurden Kriegsgefangene zur Arbeit im Bergwerk eingesetzt. Am Jahr 1918 wurde die Zeche Unser Fritz von der Mannesmannröhren-Werke AG erworben. Mit Beschluss der am 25. April desselben Jahres stattfindenden Gewerkenversammlung wurden alle Aktiva und Passiva an die Mannesmannröhren-Werke AG übertragen. Nach dem Übergang an die Mannesmannröhren-Werke AG wurde das Bergwerk weiter ausgebaut. Im Jahr 1920 wurde mit den Teufarbeiten von Schacht 5 begonnen. Der Schacht war als Wetterschacht für das Baufeld 2/3 vorgesehen und wurde im Südostfeld, 1,8 Kilometer nordöstlich von den Schächten 1 und 4, am Hafen Wanne angesetzt. Im Jahr 1922 wurde Unser Fritz von der Zeche Consolidation erworben.

### Letzte Jahre bis zur Stilllegung
Im Jahr 1923 kam es zum Verbund der beiden Bergwerke Consolidation und Unser Fritz. Beide Bergwerke blieben aber trotzdem weiter als getrennte Anlagen in Betrieb. Am 22. Juni desselben Jahres wurde das Bergwerk für 74 Tage durch französische Soldaten besetzt. Von der Kontrollkommission wurde im MICUM-Abkommen als Reparationsleistungen Kohlen, Koks und auch Grubenholz beschlagnahmt. Im Jahr darauf wurde im Baufeld 2/3 die 6. Sohle über Blindschächte ausgerichtet. Im Juli des Jahres 1925 wurde auf dem Betriebsteil 1/4 die Kokerei stillgelegt. Außerdem wurden am 31. Dezember desselben Jahres der Betriebsteil 2/3 und der Schacht 5 stillgelegt. Beide stillgelegten Anlagen blieben jedoch weiterhin für die Instandhaltung geöffnet. Nach dem Jahr 1925 verschlechterte sich der Kohlenabsatz des Bergwerks. Im Jahr 1926 waren der Schacht 3 bis zur 6. Sohle und der Schacht 4 bis zur 7. Sohle in Betrieb. Am 30. November des Jahres 1928 wurde die Zeche Unser Fritz stillgelegt. Der Hafen Unser Fritz blieb weiterhin in Betrieb. Das Grubengebäude blieb für die Bewetterung von Consolidation weiter offen. Außerdem wurden erforderliche Instandhaltungen durchgeführt. Im Jahr 1929 kam das Grubenfeld von Unser Fritz zur Zeche Consolidation.

## Förderung und Belegschaft
Die ersten Förder- und Belegschaftszahlen des Bergwerks stammen aus dem Jahr 1875. In diesem Jahr wurden mit 530 Beschäftigten 93.162 Tonnen Steinkohle gefördert. Im Jahr 1880 lag die Förderung bei 107.671 Tonnen Steinkohle, die Belegschaftsstärke betrug 468 Beschäftigte. Im Jahr 1885 stieg die Förderung auf 227.383 Tonnen Steinkohle, die Belegschaftsstärke lag bei 931 Mitarbeitern. Im Jahr 1890 lag die Förderung bei 394.818 Tonnen Steinkohle, die Belegschaftsstärke betrug 1304 Beschäftigte. Im Jahr 1895 wurden mit 1602 Beschäftigten 465.097 Tonnen Steinkohle gefördert. Im Jahr 1900 überstieg die Förderung die Marke von 0,5 Millionen Tonnen. In diesem Jahr wurden mit 2317 Beschäftigten 688.402 Tonnen Steinkohle gefördert. Im Jahr 1905 sank die Förderung auf 649.704 Tonnen Steinkohle, die Belegschaftsstärke betrug 2241 Beschäftigte. Im Jahr 1910 stieg die Förderung auf 778.522 Tonnen Steinkohle, die Belegschaftsstärke betrug 2729 Beschäftigte. Im Jahr 1915 lag die Förderung bei 697.724 Tonnen Steinkohle, die Belegschaftsstärke betrug 2271 Beschäftigte. Im Jahr 1920 stieg die Förderung auf 807.936 Tonnen Steinkohle, die Belegschaftsstärke lag bei 4026 Mitarbeitern. Die höchste Förderung wurde im Jahre 1925 mit 3842 Beschäftigten erzielt, es wurden 891.000 Tonnen Steinkohle gefördert. Im Jahr 1927 waren noch 2838 Mitarbeiter auf dem Bergwerk beschäftigt, es wurden 880.797 Tonnen Steinkohle gefördert. Dies sind die letzten bekannten Förder- und Belegschaftszahlen.

## Nachnutzung

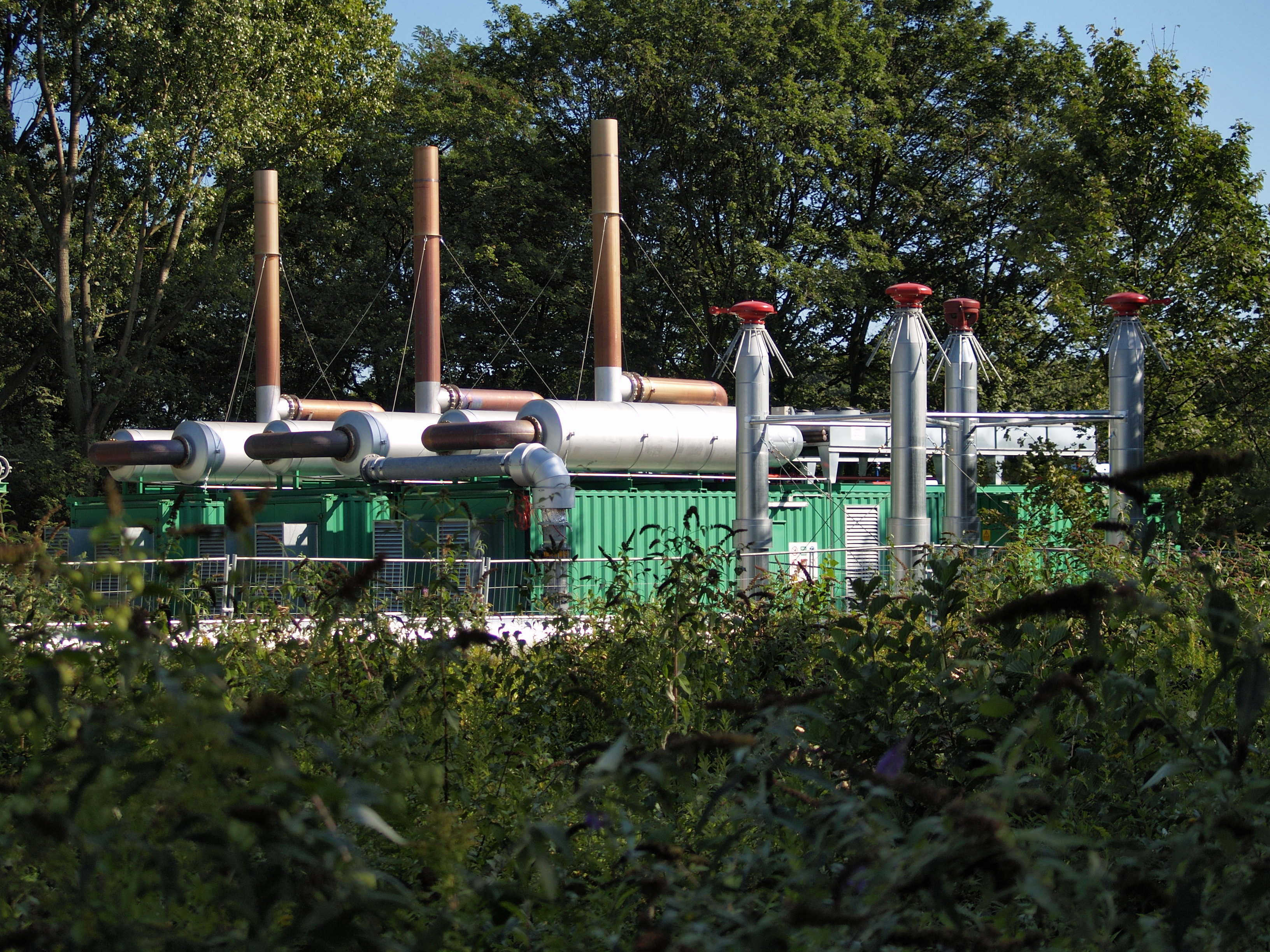
Grubengasabsauganlage bei Schacht 3 – September 2005

Am 1. Januar des Jahres 1936 wurde die Anlage wieder in Betrieb gesetzt und die Schächte dienten der Zeche Consolidation zur Seilfahrt und Materialförderung. Auf dem Baufeld Unser Fritz wurden in den Folgejahren neue Bergbautechnologien getestet und weiterentwickelt. So wurde hier unter anderem für die Förderung in den Streben die Schüttelrutsche eingeführt. Im Zuge der Bergbaukrise in den 1960er Jahren wurde die Förderung im Baufeld Unser Fritz eingestellt. Das Baufeld wurde im Rahmen des Verbundes der Zechen Hugo und Consolidation im Jahr 1993 aufgegeben, und die verbliebenen Unser-Fritz-Schächte wurden verfüllt. Die Tagesanlagen wurden, bis auf den Malakowturm von Schacht 1, abgerissen.
Nach der Stilllegung und der damit verbundenen Aufgabe der Bewetterung der Grubenbaue traten stärkere Grubengasübertritte zum Schacht 11 (Shamrock, Standort: Herne-Wanne) der Zeche Blumenthal/Haard auf, so dass die Förderung dort gefährdet war. Daher wurde an dem Standort eine Grubengasabsauganlage aufgestellt, um das Gas durch Anlegen eines Unterdrucks an der Schachtanlage 2/3 abzuleiten.

## Heutige Nutzung

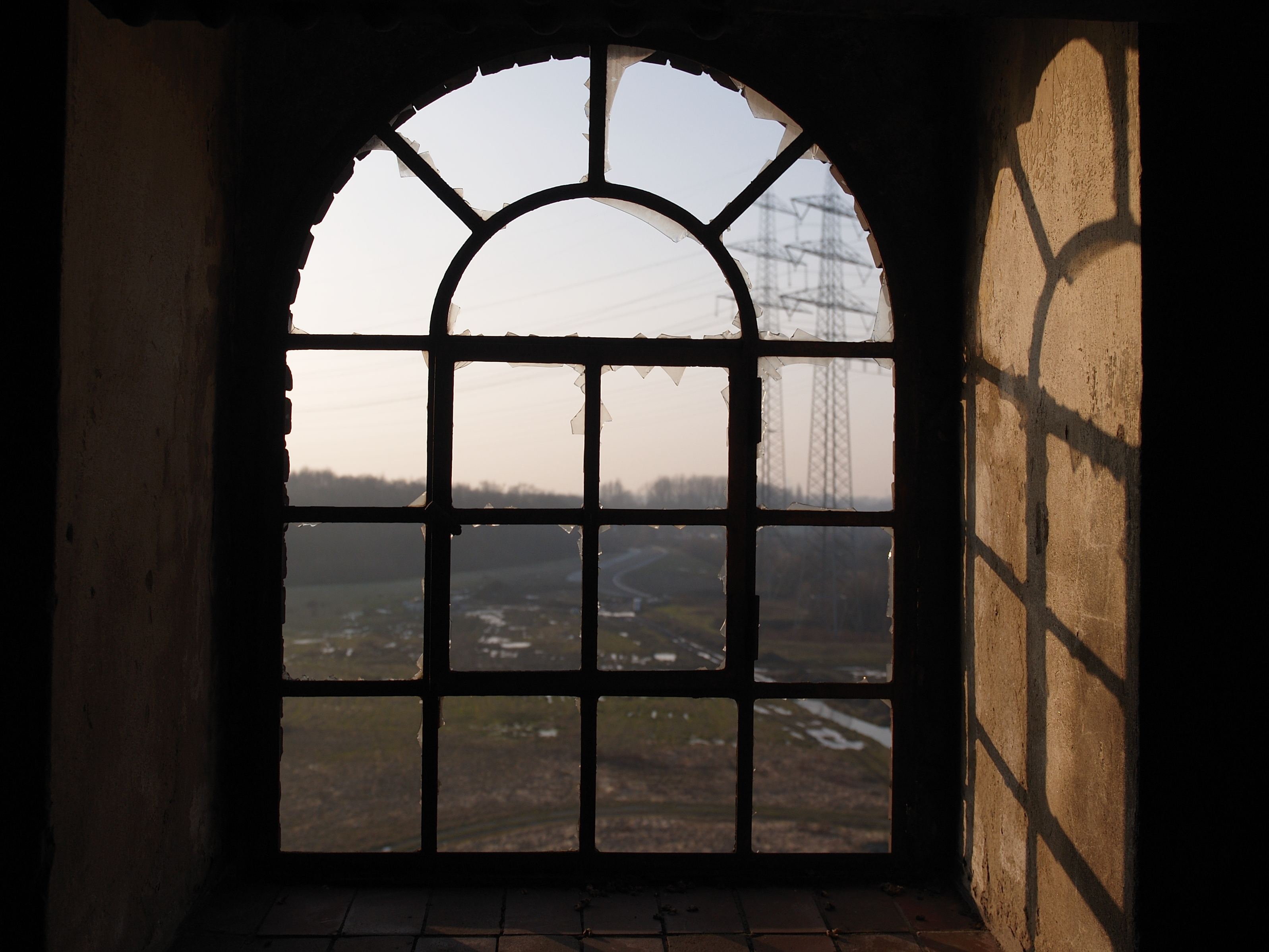
Blick aus dem Turm nach Westen

Seit der Mitte der 1960er Jahre entwickelte sich aus der stillgelegten Schachtanlage 2/3 ein lokales Zentrum für Künstler, die Künstlerzeche Unser Fritz. Helmut Bettenhausen ergriff 1964 die Initiative zur Umnutzung der alten Zeche, doch erst 1972 schlossen sich ihm weitere Künstler an, von denen Horst Dieter Gölzenleuchter ein auch außerhalb des Ruhrgebiets bekannter Künstler ist.
Die Schachtanlage 1/4 wurde bis auf den Malakow-Turm abgerissen. Der Malakow-Turm über Schacht 1 ist einer der wenigen bis heute erhaltenen Fördertürme dieser Bauart. Sowohl das verbliebene Gebäude der Anlage 1/4 als auch die Künstlerkolonie sind Teile der Route der Industriekultur.
Auf dem Gewerbegebiet Unser Fritz 1-4 wird auf einem 13 Hektar großen Gelände das größte Tiefkühlhaus Deutschlands errichtet. Mit Baubeginn im November 2018 entsteht auf dem ehemaligen Zechengelände ein Kühllogistikzentrum, das auf einer überbauten Fläche von gut 34.000 Quadratmetern über eine Lagerkapazität von 90.000 Paletten verfügt.
Ab 2000 plante der Landschaftsverband Westfalen-Lippe eine Maßregelvollzugsklinik für Forensische Psychiatrie auf dem Gelände der Zeche Unser Fritz und Zeche Pluto zu errichten. Gewählt wurde ein Standort auf dem südlich angrenzenden Gelände der Zeche Pluto. Die Arbeiten wurden im Jahre 2011 abgeschlossen. Am 2. Februar 2011 wurden 36 Patienten aus der LWL-Klinik Lippstadt und der Wilfried-Rasch-Klinik in Dortmund nach Herne überstellt. Die Klinik auf dem ehemaligen Zechengelände bietet Platz für 90 psychisch kranke Straftäter.
Auf anderen Teilen des ehemaligen Zechengeländes wird mit Fördermitteln des Landes Nordrhein-Westfalen die Wohnbebauung vorangetrieben. Das Becken des vormaligen Verladehafens der Zeche wurde vom Kanal abgetrennt. Die Uferböschungen des Bassins wurden begrünt und die Anlage zum Feuchtbiotop umgewandelt.

## Lage der Schächte
- Schacht 1: 51° 32′ 26,9″ N, 7° 8′ 4,2″ O
- Schacht 2: 51° 32′ 47,8″ N, 7° 8′ 18,6″ O (Künstlerzeche)
- Schacht 3: 51° 32′ 46,7″ N, 7° 8′ 19,3″ O (Künstlerzeche)
- Schacht 4: 51° 32′ 24″ N, 7° 8′ 4,9″ O
- Schacht 5: 51° 32′ 45,2″ N, 7° 9′ 28,1″ O